# Iván Trevejo
Iván Trevejo Pérez (La Habana, 1 de septiembre de 1971) es un deportista francés de origen cubano que compitió en esgrima, especialista en la modalidad de espada.
Hasta el año 2009 participó bajo la bandera cubana obteniendo dos medallas en los Juegos Olímpicos de Verano en los años 1996 y 2000, y dos medallas en el Campeonato Mundial de Esgrima en los años 1997 y 1999. Desde 2010 participó bajo la nacionalidad francesa consiguiendo una medalla en el Campeonato Mundial de Esgrima de 2013 y dos medallas en los Juegos Europeos de 2015.

## Palmarés internacional
| Representando a Cuba    |                             |                   |                    |
| Juegos Olímpicos        |                             |                   |                    |
| Año                     | Lugar                       | Medalla           | Prueba             |
| 1996                    | Atlanta (Estados Unidos)    | Medalla de plata  | Espada individual  |
| 2000                    | Sídney (Australia)          | Medalla de bronce | Espada por equipos |
| Campeonato Mundial      |                             |                   |                    |
| Año                     | Lugar                       | Medalla           | Prueba             |
| 1997                    | Ciudad del Cabo (Sudáfrica) | Medalla de oro    | Espada por equipos |
| 1999                    | Seúl (Corea del Sur)        | Medalla de bronce | Espada por equipos |
| Representando a Francia |                             |                   |                    |
| Campeonato Mundial      |                             |                   |                    |
| Año                     | Lugar                       | Medalla           | Prueba             |
| 2013                    | Budapest (Hungría)          | Medalla de bronce | Espada por equipos |
| Juegos Europeos         |                             |                   |                    |
| Año                     | Lugar                       | Medalla           | Prueba             |
| 2015                    | Bakú (Azerbaiyán)           | Medalla de oro    | Espada individual  |
| 2015                    | Bakú (Azerbaiyán)           | Medalla de oro    | Espada por equipos |